# Цвариани, Александр Тамазович
Алекса́ндр Тама́зович Цвариа́ни (род. 20 мая 1975, Тбилиси) — грузинский и российский артист балета и балетный педагог. Заслуженный артист России (2004).

## Биография
Родился 20 мая 1975 года в Тбилиси в семье врача Тамаза Геронтиевича Цвариани и солистки балета Тбилисского театра оперы и балета им. Палиашвили Тамары Фёдоровны Цвариани. Его младшая сестра, Натия Цвариани, также стала балериной, а затем педагогом-репетитором этого театра.
Учился в Тбилисском хореографическом училище у таких педагогов, как Леван Давыдович Мхитарян, Борис Георгиевич Рахманин, Вахтанг Михайлович Чабукиани, брал также уроки у Нинель Даниловны Сильванович. С детского возраста начал выходить на сцену, участвуя в балетах. Одной из первых исполненных им партий стала роль мальчика в сцене «Жмурки» в балете «Дон Кихот». В 1991—1993 годах параллельно с учёбой работал в Тбилисском театре оперы и балета. Окончил хореографическое училище в 1993 году.
В 1993—1994 годах был солистом Башкирского театра оперы и балета. В 1994—1996 годах — солистом Челябинского театра оперы и балета. В сезоне 1996—1997 годов танцевал в Тбилисском театре оперы и балета, в 1997 году вновь вернулся в труппу Челябинского театра.

## Репертуар
Балеты и хореографические миниатюры, поставленные Георгием Дмитриевичем Алексидзе.
- «Сильфида» — Гюрн, Джеймс
- «Горда» — Сардар, Горда
- «Баядерка» — Божок, Солор
- «Жизель» — Ганс, Альберт
- «Лебединое озеро» — Шут, Бенно, Ротбарт
- «Чиполлино» — Граф Вишенка, Чипполлино
- «Вальпургиева ночь» — Пан
- «Серенада» — Юноша
- «Шопениана» — Юноша
- «Спящая красавица» — Голубая птица
- «Коппелия» — Франц
- «Тысяча и одна ночь» — Птица Рухх, Раб, Шахрияр
- «Корсар» — Раб
- «Тарас Бульба» — Вариация Остапа (Гопак)
- «Дон Кихот» — Эспада, Базиль
- «Конёк-Горбунок» — Океан, Гений вод
- «Ромео и Джульетта» — Тибальд
- «Щелкунчик» — Дроссельмейер, Принц
- «Белоснежка и семь гномов» — Егерь, Принц
- «Кот в сапогах» — Жак
- «El mundo de Гойя» — Гойя
- «Слуга двух господ» — Труффальдино
- «Золушка» — Мачеха
- «Привал кавалерии» И. Армсгеймера — Пётр
- «Анюта» — Пётр Леонтиевич, Модест Алексеевич
- «Половецкие пляски» — Наездник
- «Бахчисарайский фонтан» — Нурали
- «Эсмеральда» — Гренгуар

## Награды
- 2002 год — приз лучшему партнеру на международном конкурсе артистов балета «Арабеск», Пермь.
- 2004 год — Заслуженный артист Российской Федерации